# Annapurna
Annapurna (sanskrt, nepalski: अन्नपूर्णा) je niz planinskih vrhova u Nepalu na lancu Himalaje, od kojih najviši, Annapurna I, jedna je od ukupno četrnaest planina viših od 8000 metara, i s 8091 nadmorske visine deseta najviša planina na svijetu. Lociran je istočno od velikog kanjona rijeke Kali Gandaki, koji ga dijeli od masiva Dhaulagiri.
अन्नपूर्णा Annapūrṇā je sanskrtski naziv koji doslovno znači "ispunjena hranom", ali redovno se prevodi kao "Boginja žetve".  U Hinduizmu, Annapurna je boginja plodnosti i poljoprivrede i avatar Durge.
Cjelokupni masiv i okolna područja zaštićeni su unutar 7629 km² "Projekta zaštićene zone Annapurna" (Annapurna Conservation Area Project, ACAP'), prve i najveće zaštićene zone u Nepalu, koju je 1986. utemeljila Zaklada Kralja Mahendre za očuvanje prirode. Zaštićena zona Annapurna sadrži nekoliko značajnih staza za treking, uključujući i Annapurna Circuit.
Radi omjera od 40% između ukupnog broja alpinista i stradalih penjača, uglavnom zbog čestih lavina, Annapurna se smatra najopasnijom planinom na svijetu.

## Zemljopis
Masiv Annapurna sadrži šest glavnih vrhova iznad 7200 m:
| Vrh           | Visina | Poredak                | Koordinate                                |
| ------------- | ------ | ---------------------- | ----------------------------------------- |
| Annapurna I   | 8091 m | 10. najviša na svijetu | 28°35′42″N 83°49′08″E / 28.595°N 83.819°E |
| Annapurna II  | 7937 m | 16. najviša na svijetu | 28°32′20″N 84°08′13″E / 28.539°N 84.137°E |
| Annapurna III | 7555 m | 42. najviša na svijetu | 28°35′06″N 84°00′00″E / 28.585°N 84.000°E |
| Annapurna IV  | 7525 m |                        | 28°32′20″N 84°05′13″E / 28.539°N 84.087°E |
| Gangapurna    | 7455 m | 59. najviša na svijetu | 28°36′22″N 83°57′54″E / 28.606°N 83.965°E |
| Annapurna Jug | 7219 m | 101.najviša na svijetu | 28°31′05″N 83°48′22″E / 28.518°N 83.806°E |

## Usponi

### Annapurna I
Annapurna I je bio prvi osvojeni vrh iznad 8000 metara visine. Maurice Herzog i Louis Lachenal, članovi francuske ekspedicije  (ostali članovi: Lionel Terray, Gaston Rébuffat, Marcel Ichac, Jean Couzy, Marcel Schatz, Jacques Oudot, Francis de Noyelle), vhunac su osvojili 3. lipnja 1950., (zabilježeno u dokumentarnom filmu "Victoire sur l'Annapurna" - "Pobjeda na Annapurni", Marcela Ichaca ), što je do osvajanja Mount Everesta tri godine kasnije, bio najviši osvojeni vrh, iako su bez uspona na sam vrhunac, 1920-ih na Everestu već postignute visine od 8500 m.
Godine 1970., Južnom stranom Annapurne prvi su se popeli Don Whillans i Dougal Haston, članovi britanske ekspedicije, predvođene Chrisom Boningtonom, čiji je član Ian Clough poginuo pri silasku. Samo nekoliko dana ranije, drugi uspon na Annapurnu postigla je ekspedicija britanske vojske koju je predvodio Henry Day.
Godine 1978., američka ženska himalajska ekspedicija, predvođena Arleneom Blum,  postala je prvi američki tim koji je osvojio Annapurnu, posebno istaknut svojim isključivo ženskim sastavom.
Prvi tim, u sastavu Vera Komarkova, Irene Miller i Šerpe Mingma Tsering i Chewang Ringjing, popeo se na vrh 15. listopada, dok su članice drugog tima, sastavu Alison Chadwick-Onyszkiewicz i Vera Watson, poginule pri usponu.
3. veljače 1987., poljski penjači Jerzy Kukuczka i Artur Hajzer, postigli su prvi zimski uspon na Annapurnu. Prvi samostalni uspon ostvario je 2007. slovenski penjač Tomaž Humar.
S 54% poginulih od ukupnog broja penjača do 2005., postignuto je samo 105 uspješnih osvanja vrhunca, s gubitkom 56 života, većinom zbog lavina po kojima je planina poznata. Između ostalih, na Annapurni su poginuli Anatoli Boukreev 1997., Christian Kuntner 2005. i Inaki Ochoa 2008.

### Ostali vrhovi
Annapurnu II, na istočnom kraju lanca, prvi je put 1960. osvojio britansko-indijsko-nepalski tim, predvođen Jimmyjem Robertsom, dok su se na sam vrh preko zapadnog hrbata iz smjera sjevera popeli Richard Grant, Chris Bonington, i Sherpa Ang Nyima. U aspektima elevacije, izolacije, i topografske istaknutosti (2437 m), Annapurna II nije mnogo niži ili jednostavniji vrh od Annapurne I. Radi se o potpuno samostalnoj planini, unatoč tijesnoj povezanosti s Annapurnom I, koju ističu nazivi tih planina.
Annapurnu III prvi je puta 1961. osvojila indijska ekspedicija koju je predvodio kapetan Mohan Singh Kohli preko sjeveroistočne strane. Osim vođe ekspedicije na vrh su se tada popeli i Sonam Gyatso i Sonam Girmi.
Annapurnu IV, kraj Annapurne II, prvu je preko sjeverne strane i sjeverozapadnog hrbata osvojila 1955. njemačka ekspedicija u sastavu Heinz Steinmetz,  (vođa ekspedicije) Harald Biller i Jürgen Wellenkamp.
Gangapurna je prvi put osvojena 1965., kada se na vrh preko istočnog hrbata popeo njemački jedanaestoročlani tim predvođen Güntherom Hauserom.
Annapurna Jug (također poznata kao Annapurna Dakshin ili Moditse) osvojio je preko sjevernog hrbata 1964. japanski tim u sastavu S. Uyeo i Mingma Tsering.
Hiunchuli (6441 m), obližnji vrh istočno od Annapurne Jug osvojila je 1971. ekspedicija predvođena američkim dobrovoljcem korpusa mira (Peace Corps) Craigom Andersonom.

## Treking
U zaštićenoj zoni Annapurna nalaze se tri glavne staze za treking: Jomson Trek,  za Jomson i 
Muktinath, Annapurna Sanctuary  za Annapurna bazni logor, i Annapurna Circuit, koja kruži oko Annapurna Himala te sadrži i put Jomson. Mjesto Pokhara početna je točka za sve duže staze, te je također dobro polazno mjesto i ostale kraće staze od jednog do četiri dana pješačenja, kao za Ghorepani ili Ghandruk.
Okruk Mustang, bivše kraljevstvo na granici s Tibetom, također je zemljopisno dio regije Annapurna, ali treking je podređen posebnim restrikcijama.
Oko dvije trećine svih trekera u Nepalu posjećuju regiju Annapurna. Područje je lako pristupačno s brojnim smještajima, te staze nude izvanredno raznolike pejzaže. Također, naseljenost cijelog područja pruža i jedinstveni uvid u lokalnu kulturu.

## Galerija
- Južna strana
- Pokhara i jezero Phewa
- Annapurna I (sredina) and Jug (desno), pogled s Poon Hilla.
- Lanac Anapurna iz Pokhare

## Vanjske poveznice
- Karta lanca Annapurna
- peakware.com   Arhivirana inačica izvorne stranice od 2. svibnja 2010. (Wayback Machine)
- summitpost.org
- Ascent and Fatality Statistics for Annapurna I - 8000ers.com
- The Annapurna Conservation Area Project (ACAP)
- The Annapurna Circuit : Photo Essay from 20 days Trekking round the Annapurna Massif